# パレーナ
パレーナ（イタリア語: Palena）は、イタリア共和国アブルッツォ州キエーティ県にある、人口約1,300人の基礎自治体（コムーネ）。

## 地理

### 位置・広がり

#### 隣接コムーネ
隣接するコムーネは以下の通り。括弧内のAQはラクイラ県所属を示す。
- アテレータ (AQ)
- カンポ・ディ・ジョーヴェ (AQ)
- カンサーノ (AQ)
- ガンベラーレ
- レットパレーナ
- モンテネロドーモ
- パチェントロ (AQ)
- ペスココスタンツォ (AQ)
- タランタ・ペリーニャ